# Gare de Berlin-Plänterwald
La gare de Berlin-Plänterwald est une gare ferroviaire au sud-est de Berlin, dans le quartier de Plänterwald. La gare est adjacente à la Köpenicker Landstraße, une section de la Bundesstraße 96a.

## Situation ferroviaire

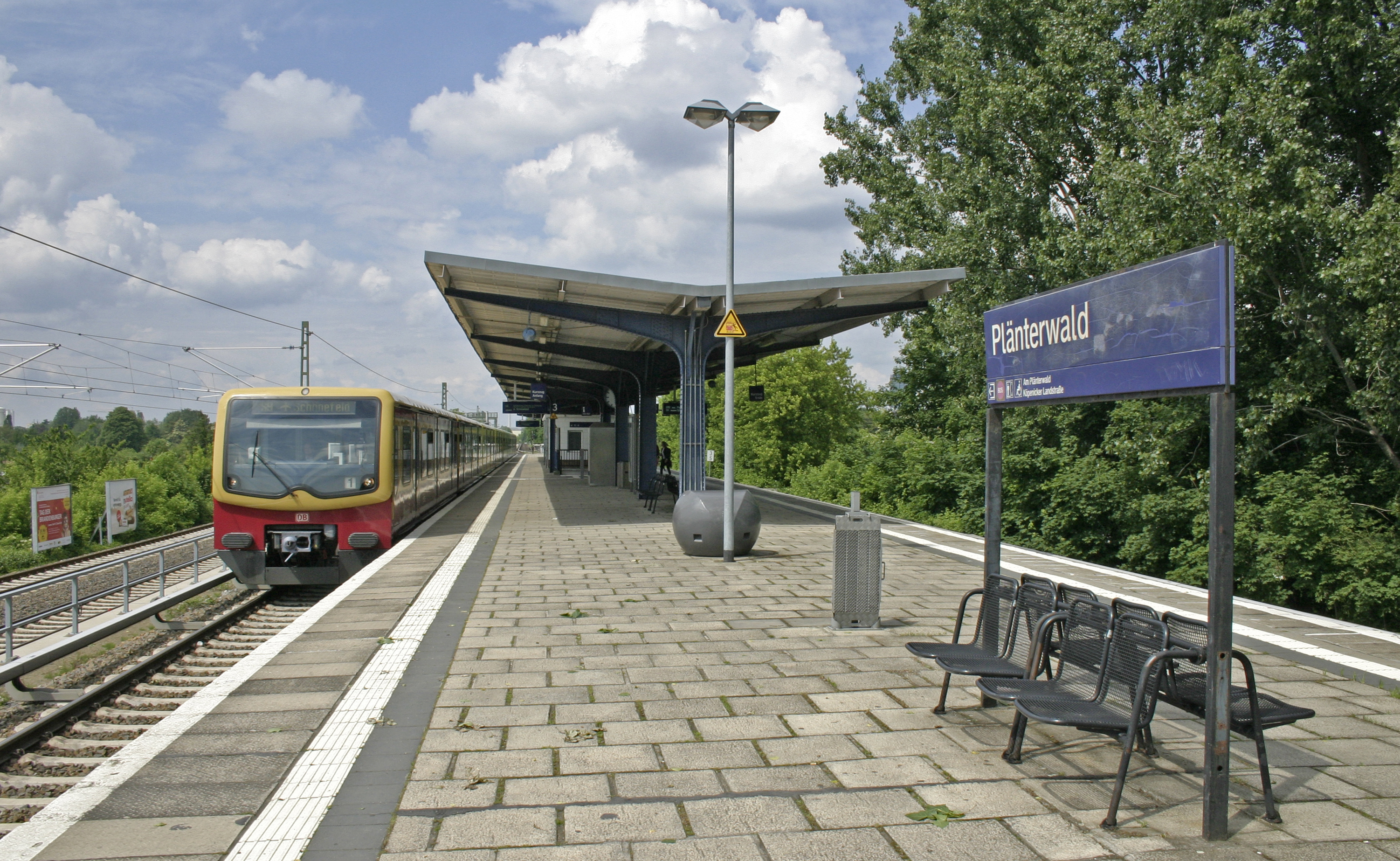
Quai de gare.

La gare se trouve sur la ligne de Berlin à Görlitz. Elle est dans la zone tarifaire B de Berlin-Brandebourg.

## Histoire
Dès 1937, une gare est prévue entre les gares de Treptower Park et Baumschulenweg, qui doit porter le nom de Dammweg.
Le 3 juin 1956, la gare ouvre sous le nom de Plänterwald. Un an plus tard, le bâtiment d'accueil est mis en service et ne dispose à ce jour que d'une sortie au nord-est. La construction d'une deuxième entrée du côté sud-ouest est rejetée, parce qu'il n'y a que des jardins familiaux, d'autre part en raison de la proximité de la frontière avec Berlin-Ouest. Il est envisagé de doter la gare d'une deuxième entrée. La date de mise en œuvre de ce projet n'est pas déterminée.
Comme en 1999 entre les gares de Treptower Park et Baumschulenweg la ligne de chemin de fer est renouvelée, la gare de Plänterwald est fermée du 31 mai au 20 décembre. Pendant ce temps, un escalier roulant et un ascenseur sont installés.

## Service des voyageurs

### Intermodalité
La gare est en correspondance avec les lignes d'omnibus 165, 166, 377 et les lignes de bus de nuit N65 et N79 de la Berliner Verkehrsbetriebe.